# Столыпина, Мария Аркадьевна
Княгиня  Мари́я Арка́дьевна Вя́земская, урождённая Столы́пина, в первом браке Бек (12 октября 1819 — 23 октября 1889) — фрейлина двора, гофмейстерина, статс-дама; внучка адмирала графа Н. С. Мордвинова; двоюродная тётка поэта М. Ю. Лермонтова, жена видного деятеля русской культуры князя Павла Вяземского.

## Биография
Старшая дочь декабриста и литератора Аркадия Алексеевича Столыпина, родного брата Е. А. Арсеньевой, бабушки Лермонтова. По матери, Вере Николаевне, была внучкой адмирала Н. С. Мордвинова и красавицы англичанки Генриетты Коблей. Родилась в Санкт-Петербурге, крещена 22 октября 1819 года в 
Морском Богоявленском соборе при восприемстве старшего брата. У Столыпиных было три дочери и четыре сына, один из них Алексей (1816—1858), прозванный в обществе «Монго», первый красавец Петербурга, был близким приятелем М. Ю. Лермонтова с детства и служил с ним в лейб-гвардии гусарском полку.
С детства Марию окружали интересные люди, которые дружили с её отцом и дедом: Н. М. Карамзин, В. К. Кюхельбекер, А. С. Грибоедов, К. Ф. Рылеев, М. М. Сперанский. Во время ссылки Сперанского в 1812—1816 годах Столыпин и его тесть Н. С. Мордвинов вели с ним переписку, обменивались книгами и газетами, а дочь Сперанского Елизавета (1799—1857) была дружна с Верой Николаевной и часто гостила у неё. Вера Николаевна, по рассказам её знавших, была красавицей и замечательной женщиной .

### Ранние годы
Марии было шесть лет, когда 7 мая 1825 года внезапно умер её отец. Поэт Рылеев, чтобы поддержать её мать, молодую вдову, посвятил ей стихотворение :
Не отравляй души тоскою,

Не убивай себя: ты мать;

Священный долг перед тобою

Прекрасных чад образовать.

Пусть их сограждане увидят

Готовых пасть за край родной,

Пускай они возненавидят

Неправду пламенной душой;

Пусть в сонме юных исполинов

На ужас гордых их узрим

И смело скажем: знайте, им

Отец — Столыпин, дед — Мордвинов.
Вера Николаевна осталась с семерыми детьми; старшему сыну Николаю было 9 лет, а младшей дочери Екатерине всего 8 месяцев. Зимой она с детьми жила в Петербурге, а летом на даче близ Петергофа у отца. В августе 1832 года там впервые Мария Аркадьевна увидела своего двоюродного племянника М. Ю. Лермонтова (ему было 18 лет), только что приехавшего из Москвы с бабушкой Е. А. Арсеньевой. 

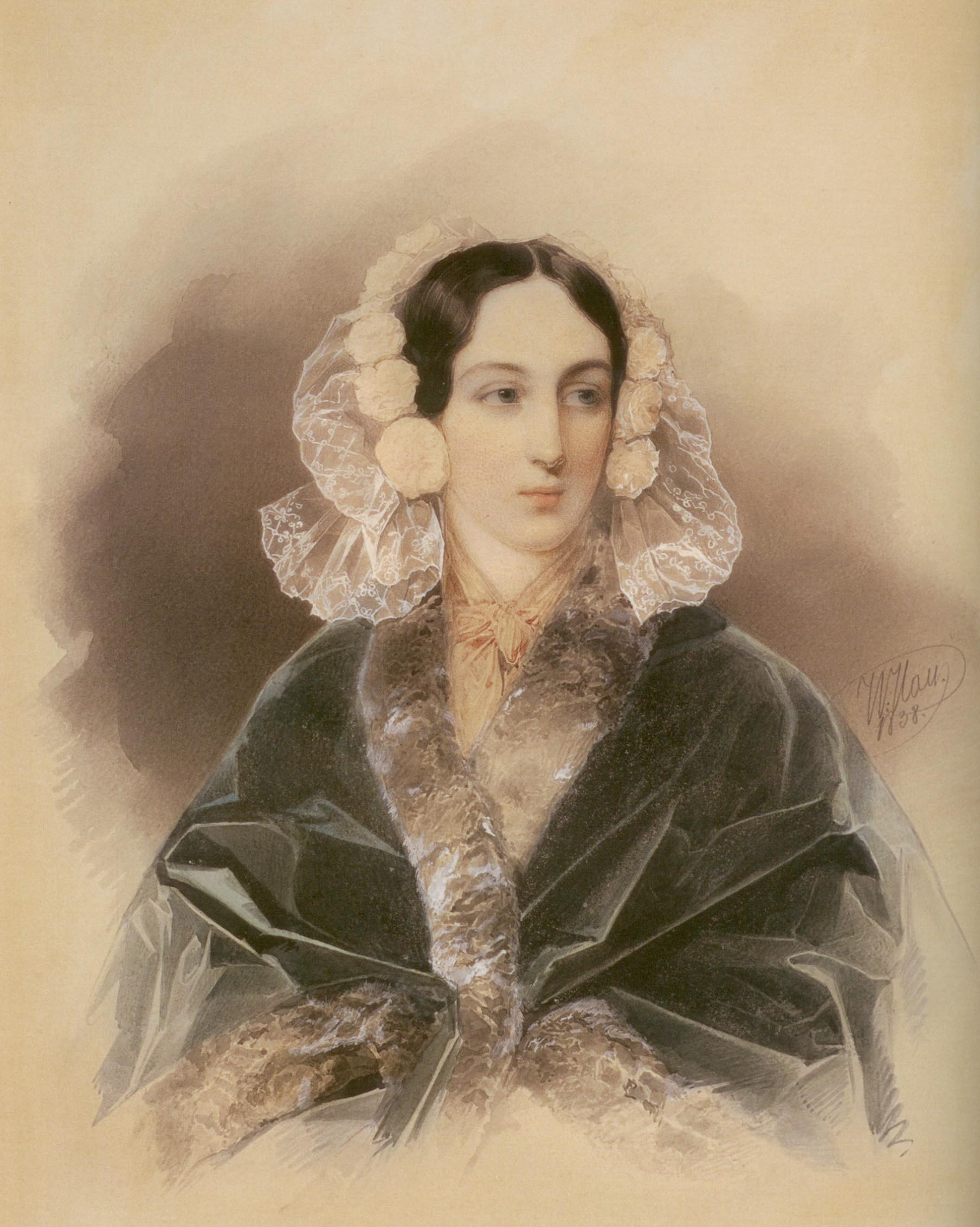
Мария Аркадьевна, 1838 год

Марии было четырнадцать лет, когда умерла мать. Её тётка Надежда Николаевна Мордвинова  (1789—1882) вспоминала :
Сестра Вера Николаевна занемогла нервической горячкой, и после двухнедельной болезни мы её лишились 4-го января 1834 года. Смерть сестры поразила матушку. Горестна была эта потеря и для всех нас; единственным утешением матушки было воспитание сирот сестры моей  при себе. Они и переехали все к нам.
Мордвиновы дали внукам превосходное образование. Дед был особенно нежен с внучками: мальчиков, он считал, не надо баловать. Детям разрешалось свободно играть и веселиться, их редко наказывали. Им прививали любовь к литературе, музыке и живописи; с детства приучали к чистописанию, особенно на русском языке; заставляли вести ежедневно журнал, впоследствии Мария Аркадьевна на протяжении всей своей сознательной жизни вела дневник и путевые заметки.
Позже Павел Вяземский, не любивший мордвиновские порядки, говорил, что отличительной чертой этого дома была чистота, которая носила особый характер. Любой предмет, не имеющий практического использования, был лишним. Но в этом доме всегда могли найти приют и художники, и поэты, и музыканты. В трёхэтажном каменном особняке на углу Театральной площади и Никольской улицы бывали С. Т. Аксаков, А. Ф. Воейков, А. С. Шишков, Г. Г. Кушелев,
В. А. Жуковский и многие другие.
В этой атмосфере, под присмотром Аграфены Васильевны Кофтыревой, выпускницы Смольного института и приятельницы Надежды Мордвиновой, Мария жила до своего замужества.

## Первый брак

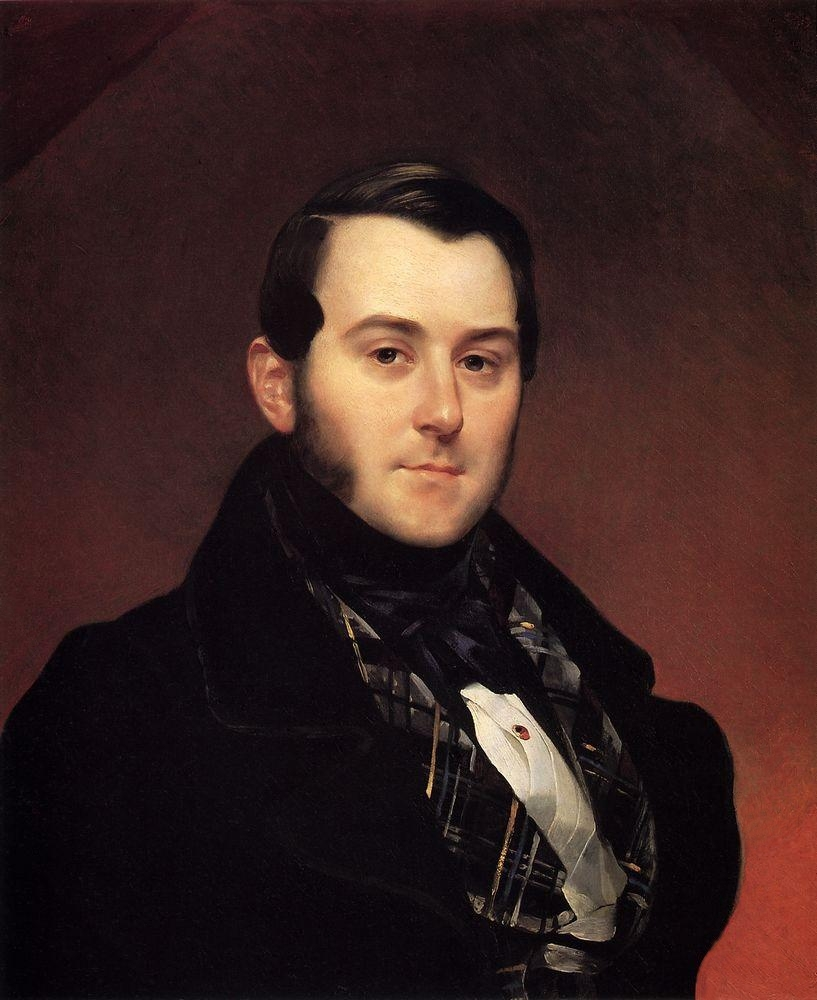
Портрет Ивана Александровича Бека кисти К. Брюллова. Около 1839

Все Столыпины отличались выдающейся красотой. От отца Мария унаследовала высокий рост, а от бабушки-англичанки — стать. Современник писал о ней:
Не запомню красоты, подобной её. Это была прекраснейшая мраморная статуя величайшего из художников, оживленная изящным сочетанием грации и величия, спокойствия и сердечности, на которой улыбка всегда сливалась с кротким и ласковым взглядом. Её наружность напоминала двух женщин: величественную королеву средних веков и библейскую женщину, покорную и святую… её появление приносило в комнату точно луч света; она садилась, светлая и спокойная, и около неё установлялась ясная погода, веяло миром прекрасной души и чистой, как у младенца, совести …
 Появившись в свете, Мария Столыпина сразу обратила на себя внимание высочайшего двора. Император Николай I, ценитель женской красоты, в конце 1836 года пожаловал её во фрейлины. Адмирал Мордвинов, зная, какие последствия могут произойти из этого, и боясь такой «чести» для внучки, решил поскорее выдать её замуж. Позже, в марте 1839 года, Мордвинов очень неохотно дал своё согласие на назначение фрейлиной к великой княжне Александре младшей внучки, красавицы Веры Столыпиной (1821—1853). 

Вначале её отпускали во дворец только днём, с тем, чтобы она каждый вечер возвращалась к дедушке с бабушкой. Потом ей всё же пришлось переселиться во дворец. В начале 1837 года Мария Аркадьевна стала невестой богатого помещика Ивана Александровича Бека (1807—1842). О том, как происходило сватовство, писал её зять граф С. Д. Шереметев:
… Будущего жениха своего она не знала. Бывал он в доме Мордвиновых, где его любили, но она никогда о нём не думала. Ей было едва 17 лет, и сидела ещё она за уроками, когда прислали ей сказать, что её зовёт Генриетта Александровна Мордвинова, которая тут же и объявила ей, что она должна выйти замуж за избранного ею жениха И. А. Бека. Марья Аркадьевна растерялась, чуть ли не заплакала и не сразу поняла, в чём дело. Жениха представили, возражений  не допустили, и свадьба состоялась.

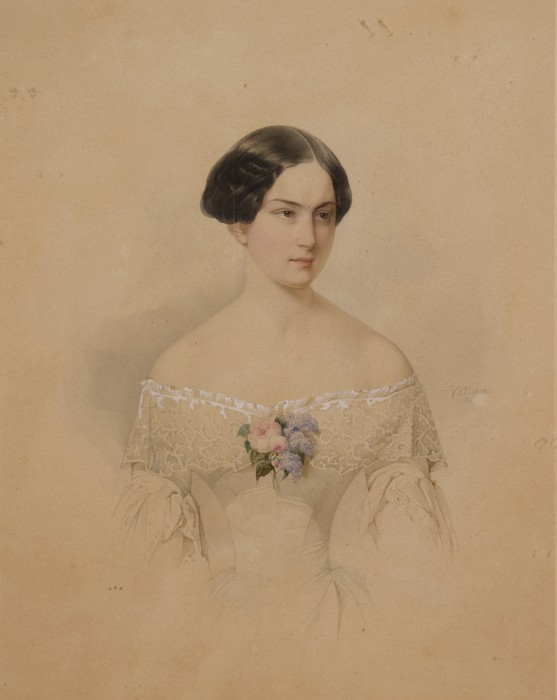
Сестра Вера Столыпина

Венчание было 8 ноября 1837 года в Исаакиевском соборе, поручителем по жениху был А. П. Лазарев, по невесте — Л. В. Дубельт и князь М. А. Дондуков-Корсаков. Иван Бек служил в Коллегии иностранных дел, состоял на дипломатической службе при нашей миссии в Голландии, одновременно с князем Вяземским, который после женился на его вдове; занимал должность секретаря особой экспедиции Департамента внешних сношений и чиновника особых поручений Азиатского департамента Министерства иностранных дел. Он был одарённым человеком, занимался живописью и музыкой. Был поэтом (писал стихи о любви), одним из первых переводчиков на русский язык
«Фауста» И.-В. Гёте. В 1827 году И. А. Бек сблизился в Дрездене с А. И. Тургеневым, который считал его стихотворения талантливыми. Современники отмечали его мастерство и владение поэтическим языком. Был дружен со слепым поэтом И. И. Козловым.
Брак Марии Аркадьевны был недолгим и не принёс ей особого счастья. Муж заболел, он внезапно сошёл с ума, что проявилось резко и бурно. Не справившись с тяжким недугом, он умер 23 апреля 1842 года, похоронен в Александро-Невской лавре, на Лазаревском кладбище.
Мария Аркадьевна осталась с двумя малолетними дочерьми — Марией и Верой. Обе дочери унаследовали от отца склонность к поэзии и искусству. Овдовев, 23-летняя Марии Аркадьевна вернулась в дом адмирала Мордвинова. К ней была представлена Аграфена Кофтырева для помощи в воспитании детей.

## Второй брак

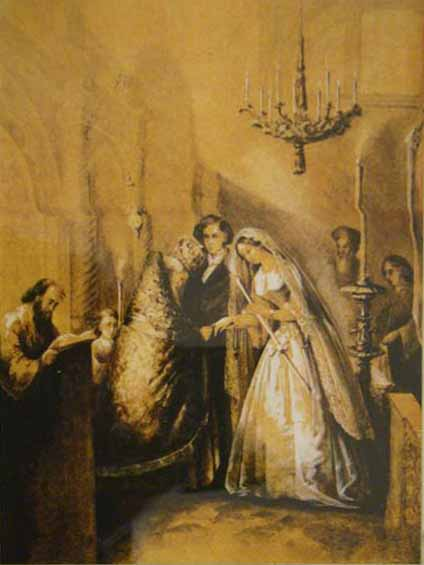
Венчание с Вяземским

После смерти мужа Мария Аркадьевна наследовала крупное состояние, вместе с богатым приданым, полученным от родителей, это составило крупный капитал. Она вела привычную светскую жизнь, бывала на придворных и частных балах. В мае 1847 года она с малолетними дочерьми выехала за границу, для посещения Константинополя, где жила её сестра Вера с мужем князем Д. Ф. Голицыным, служившим при русской миссии. Там Мария Аркадьевна встретила князя Павла Петровича Вяземского, служившего помощником секретаря по линии Азиатского департамента Министерства иностранных дел; сына поэта и критика П. А. Вяземского.

Знакомые и друзья молодого князя по Константинополю отмечали обширность его интересов, эрудицию и великолепные знания в области истории, филологии, литературы. В свободное время от службы он с удовольствием знакомился с окрестностями, совершая пешие прогулки вместе с Марией Аркадьевной. Встречи, посещение исторических мест способствовали стремительному развитию их отношений. Вскоре, к великому неудовольствию семьи Мордвиновых, Мария Аркадьевна стала его невестой. С большой любовью и нежностью Павел Петрович дарил «своему солнцу», так он называл Марию, книги, сувениры. Он заочно, в письмах, познакомил своих родителей с ней. Позже Петр Андреевич уверился, что выбор сына был удачным и, сообщая В. А. Жуковскому о женитьбе сына, писал :
… Она красавица, лицом и душою благонравная, благочестивая…
Павел Вяземский и Мария Бек обвенчались в Константинополе 17 октября 1848 года. К этому счастливому событию были заказаны печатки и кольца по эскизам князя, а также медали из обожжённой глины с изображением Аполлона Кифареда, одного из важнейших божеств олимпийской религии, изображённого играющим на кифаре. Красавице жене Вяземский посвятил перевод с немецкого стихотворения Г. Гейне «Цветок лотоса».
После свадьбы супруги поселились в русском посольстве в Буюк-Дере', недалеко от Константинополя. Из окон дома открывался превосходный вид на Босфор, а при доме был великолепный сад. Там, в 1849 году, родился их первый ребёнок, дочь Екатерина. Вяземский стал отцом для Веры и Марии Бек. Он преподавал им науки и развивал их врождённую склонность к искусству. Сестры были очень дружны и во многом сходились.
Послужной список дипломата и чиновника князя Вяземского весьма обширен. В декабре 1850 года он был переведен младшим секретарём в Гаагу, позднее служил в Карлсруэ и Вене. В 1857 году Вяземские вернулись в Петербург, Павел Петрович заступил на новую должность, а Мария Аркадьевна была пожалована фрейлиной к императрице Марии Александровне, которая была к ней очень привязана. Младшие дочери Вяземских — Екатерина и Александра — дружили и обучались с княжной Марией.

Летние месяцы и теплую осень года семья проводили в своём имение Остафьево, а зимой жила в Петербурге. В имении Павел Петрович разбирал архив предков и библиотеку отца и деда, описывал многочисленные остафьевские коллекции. Там он создал настоящий музей. Мария Аркадьевна занималась хозяйственными делами и просвещением крестьянских детей — именно на её средства и при её участии в Остафьеве в 1867 году была построена  школа. Граф С. Д. Шереметев так описывает остафьевский быт:
… У княгини Марии Аркадьевны был свой особенный мир – резко разграниченный. С портретами семьи Мордвиновых соединялись константинопольские и баденские воспоминания, сливавшиеся с отражениями Зимнего дворца. То был уголок двора императрицы Марии Александровны, имевший свой определённый отпечаток и потому далеко не без личный. Письменный стол её не был заброшен, и среди много численной переписки всего чаще встречалось имя Nancy (А. Н. Мальцевой , урождённой кн. Урусовой). И тут же в двух шагах, но в стороне от всего и от текущей жизни Остафьева, сохранилась комната с большим окном в сад, перед которым стоял письменный стол А. С. Пушкина. Здесь сохранился отпечаток чего –то давно отошедшего, но полного особой привлекательной силы. То была комната Карамзина, в которой он писал свою «Историю Государства Российского».
Жизнь Марии Аркадьевны текла неторопливо, старшие дочери выросли и вышли замуж по любви: Мария Ивановна — в 1857 году за кавалергарда графа Ламсдорфа, а Вера Ивановна в 1859 году за князя Д. С. Горчакова. Однако семейная жизнь Марии Ивановны сложилась несчастливо — граф Ламсдорф в семье был тираном, разлад между супругами был полный. Мария Ивановна уехала за границу, где в 1866 году скоропостижно умерла, вдали от родных. Мария Аркадьевна к дочери приехать не успела.

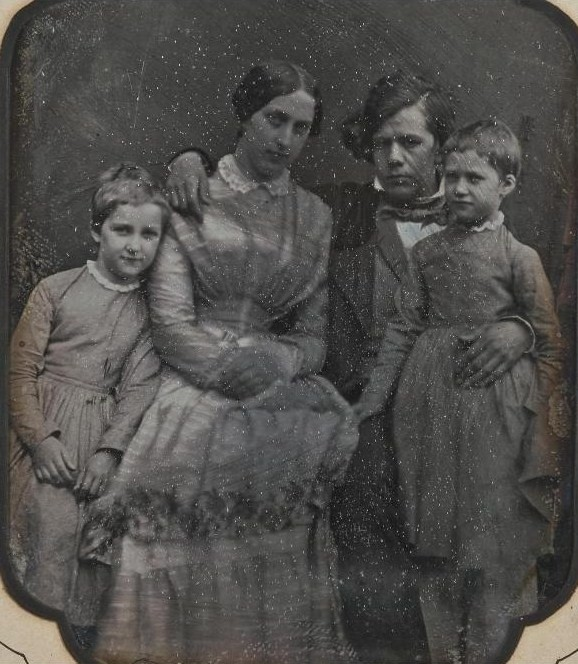
Мария Аркадьевна со вторым мужем и дочерьми Марией и Верой

В 1870-х годах Мария Аркадьевна жила за границей в Германии, Швейцарии, Франции. В
1874 году была пожалована в гофмейстерины к великой княгине Марии Павловне. Она долго не решалась принять эту должность, но ради сына и младшей дочери согласилась. В 1878 году была пожалована в кавалерственные дамы  ордена Св. Екатерины (меньшего креста). Её имя вместе с графиней де Мойра и княгиней Гагариной, фигурировало в «истории с тремя дамами», когда в 1880 году император Александр II обратился именно к ним, чтобы они первыми из придворных дам нанесли визиты княгине Юрьевской. 
Задушевная приятельница Марии Аркадьевны, фрейлина А. А. Толстая, характеризовала её, как человека страстного в своих чувствах, верного и прямолинейного. Л. Н. Толстой называл Вяземскую «прелестной представительницей русских женщин». Мария Аркадьевна уделяла большое внимание благотворительной деятельности по линии Российского общества Красного Креста. И за успешную работу была награждена знаком отличия Красного Креста и избрана «председательницей Дамского лазаретного комитета». До преклонных лет она не знала старости, до того была чутка и восприимчива.
В 1888 году, в день св. апостолов Петра и Павла — день ангела князя, Павел Петрович Вяземский скончался. В одном из некрологов говорилось, что скончался один из образованнейших русских людей. Мария Аркадьевна умерла через год в Тифлисе от сердечного приступа и была похоронена в Петербурге рядом с мужем на
Тихвинском кладбище Александро-Невской лавры.

## Дети
От первого брака две дочери:
- Мария (3.01.1839—9.05.1866), замужем за графом Александром Николаевичем Ламздорфом (1835—1902), гофмейстером, почётным опекуном, президентом Московской дворцовой конторы.
- Вера (28.07.1841[16]—16.05.1912), крещена 8 августа 1841 года в Исаакиевском соборе, крестница тетки княгини В. А. Голицыной; замужем за князем Дмитрием Сергеевичем Горчаковым (1828—1907). Имели сына Сергея и внука Дмитрия, затем род пресёкся. Владельцы имения Барятино.

От второго брака две дочери и сын:
- Екатерина (20.09.1849—24.01.1929), фрейлина, с 1912 года статс-дама; с 1868 года жена графа Сергея Дмитриевича Шереметева.
- Александра (01.01.1851—1929), фрейлина, с 1894 года жена Д. С. Сипягина (1853—1902).
- Пётр (12.05.1854—1931), князь, адъютант кн. Михаила Николаевича, полковник, участник Русско-турецкой войны.

Дети
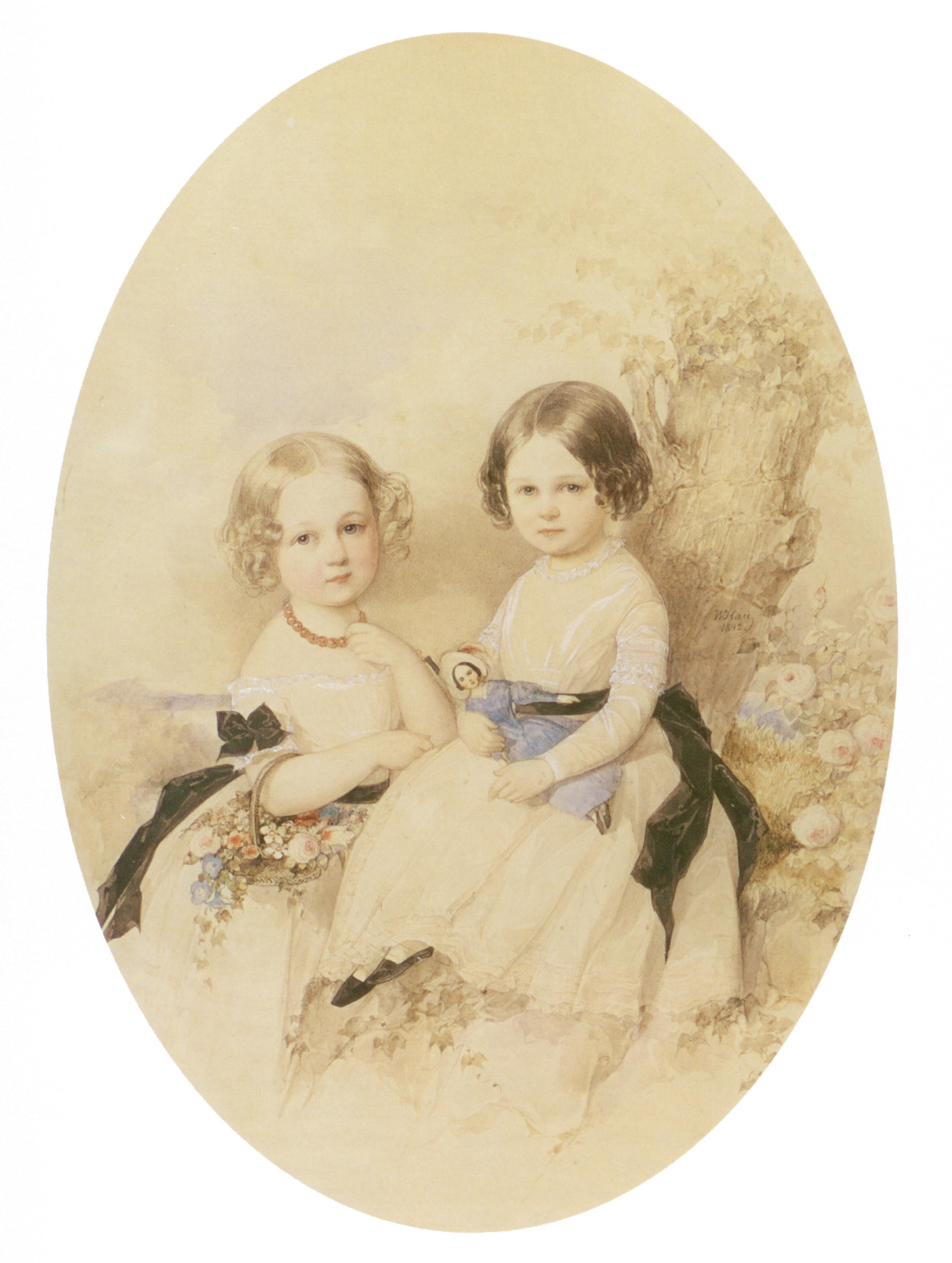
Мария и Вера Бек
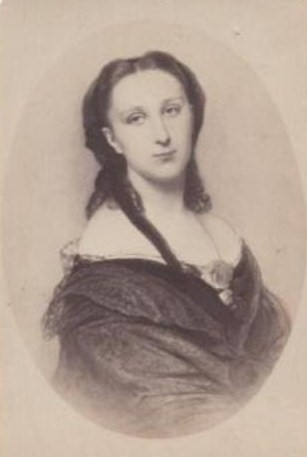
Мария
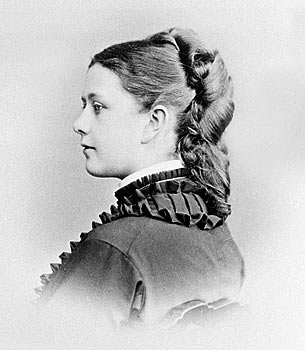
Екатерина
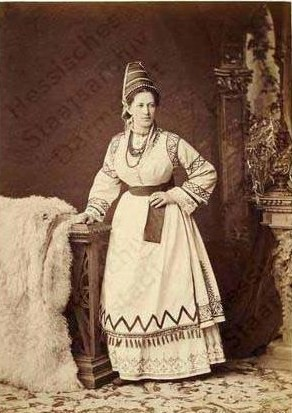
Александра
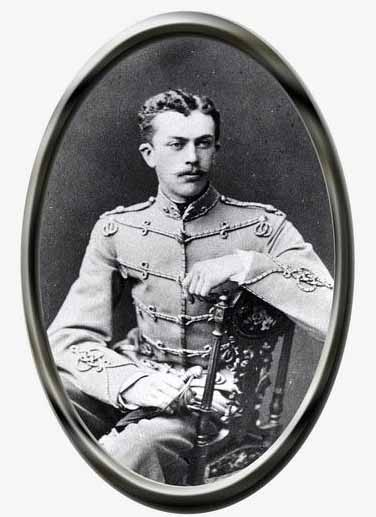
Пётр